# Попович Павло Данилович
Павло Данилович Попович (2 березня 1926, Плиски — 27 березня 1987, Новосілки) — український науковець-ґрунтознавець, помолог. Доктор сільськогосподарських наук (1971), професор (1981). Вирішив проблему раціонального використання під сади схилів лісостепу України, створив класифікацію видів ґрунтів за природними зонами України, згрупував ґрунти за ступенем придатності під сади та ягідники.
Майже 25 років — науковий співробітник Українського науково-дослідного інституту садівництва (1963—1987), з яких 16 років — завідувач відділу агрохімії та ґрунтознавства. Автор понад 120 наукових робіт.

## Життєпис
Народився 2 березня 1926 року в селі Плиски на Чернігівщині.
У 1957 році закінчив Уманський сільськогосподарський інститут. Відтоді ж працював на Мліївській садово-городній дослідній станції імені Л. П. Симиренка.
У 1963 році закінчив аспірантуру та здобув науковий ступінь кандидата сільсьгосподарських наук, захистивши дисертацію на тему «Особенности роста яблони на крутых склонах Западной Лесостепи Украины». Відтоді ж обійняв посаду старшого наукового співробітника та завідувача лабораторії освоєння схилів Українського науково-дослідного інституту садівництва (УНДІС).

Могила Павла Поповича, кладовище в Новосілках

У 1971 році здобув науковий ступінь доктора сільськогосподарських наук, захистивши дисертацію на тему «Освоение склонов под плодовые насаждения». Тоді ж очолив відділ агрохімії та ґрунтознавства УНДІС. У 1981 році затверджений у вченому званні професора.
Мешкав у селі Новосілки під Києвом, де й помер на 62-му році життя 27 березня 1987 року. Похований на сільському кладовищі разом із дружиною (50°21′16.95″ пн. ш. 30°27′56.53″ сх. д. / 50.3547083° пн. ш. 30.4657028° сх. д.).

## Наукова діяльність
Автор понад 120 наукових робіт, зокрема низка книг. Серед учнів Павла Поповича — доктор сільськогосподарських наук Микола Козак. 
Вирішив проблему раціонального використання під сади схилів лісостепу України, створив класифікацію видів ґрунтів за природними зонами України, згрупував ґрунти за ступенем придатності під сади та ягідники, за рівнями забезпеченості поживними речовинами. Активно впроваджував терасування схилів як спосіб запобігання ерозії ґрунту. Встановив особливості росту та врожайності плодових дерев залежно від ґрунтових умов.

## Науковий доробок (частковий)
- Особенности роста яблони на крутых склонах Западной Лесостепи Украины: диссертация кандидата сельскохозяйственных наук: 06.00.00. — Киев, 1963. — 180 с.
- Освоение склонов под плодовые насаждения: диссертация доктора сельскохозяйственных наук: 06.00.00. — Киев, 1970. — 486 с.
- Яблоня: Сорта и агротехника / В. К. Заец, П. Д. Попович, Д. П. Семаш, д-ра с.-х. наук и др.; Под ред. д-ра с.-х. наук проф. В. К. Зайца. — Киев: Урожай, 1975. — 263 с.
- Справочник садовода / В. К. Заец, П. Д. Попович, А. А. Романов и др.; Под ред. д-ра с.-х. наук проф. В. К. Зайца. — Киев: Вища школа. Изд-во при Киев. ун-те, 1976. — 232 с.
- Справочник садовода / В. К. Заец, П. Д. Попович, А. А. Романов и др.; Под ред. д-ра с.-х. наук, проф. В. К. Зайца. — 2-е изд., испр. — Киев: Вища школа. Изд-во при Киев. ун-те, 1977. — 232 с.
- Справочник садовода / В. К. Заец, П. Д. Попович, А. А. Романов и др.; Под ред. д. с.-х. н., проф. В. К. Зайца. — 3-е изд., стер. — Киев: Вища школа. Изд-во при Киев. ун-те, 1978. — 232 с.
- Груша: Сорта и агротехника / В. К. Заец, П. Д. Попович, Д. П. Семаш и др.; Под ред. В. К. Зайца. — Киев: Урожай, 1979. — 143 с.
- Колективні і присадибні сади / О. С. Матвієвський, П. Д. Попович, А. О. Романов та ін.; за ред. О. С. Матвієвського. — 3-є вид., перероб. і доп. — Київ: Урожай, 1989. — 254 с.